# Pandèmia de COVID-19 a Armènia
L'arribada de la pandèmia per coronavirus de 2019-2020 a Armènia es va confirmar l'1 de març de 2020. La primera víctima mortal, un home de 72 anys de salut fràgil, va finar el 26 de març.
En data del 10 de maig, Armènia comptava 3.175 casos confirmats, 1.267 persones recuperades i 44 morts.

## Cronologia

Nombre de casos confirmats per província (el 31 de març):
Entre 1 i 9 casos confirmats
Entre 10 i 49 casos confirmats
Entre 50 i 199 casos confirmats

L'1 de març de 2020, el govern armeni va anunciar el primer cas confirmat de Covid-19 al país. El primer ministre Nikol Paixinian va confirmar la notícia a la seva pàgina de Facebook.
El 16 de març, el govern va declarar l'estat d'emergència fins al 14 d'abril per a prevenir l'expansió del coronavirus. Les mesures d'emergència incloïen el tancament de totes els centres educatius, de les fronteres amb Geòrgia i l'Iran, i la prohibició de les concentracions de més de 20 persones, i alhora la postponing del 2020 Armenian constitutional referendum.
En data del 18 de març, a més de les 799 persones en autoaïllament, hi havia 444 individus en quarantena, aplegats a l'Hotel Golden Palace de Tsaghkadzor i al Monte Melkonian Military College de Dilidjan.
El 21 de març, el ministre de salut d'Armènia Arsen Torosyan va afirmar que hi havia més de 600 persones en quarantena a diverses regions d'Armènia. Informà a més que la capacitat del país per a tenir gent en aïllament s'acostava als límits, i que hom havia de fer recurs a l'autoaïllament com a mesura preventiva. Entre tots els casos confirmats, 133 tenien algun lligam amb els clusters de casos provinents d'Ejmiatsin i una fàbrica de sewing de Yerevan.
As of 24 de març, el país té 235 casos confirmats. Entre ells 26 pacients pateixen de pneumònia, i n'hi ha sis que són en intensive care, though they are not intubated (ni tampoc on artificial respirators), i are under constantment supervision.
El dijous 26 de març, el ministeri de Salut va anunciar la primera víctima mortal d'infecció de COVID-19, un home gran de 72 anys amb múltiples condicions patològiques anteriors.
El 6 d'abril, el Primer ministre armeni Nikol Paixinian informà que Armènia estava a punt de començar la producció de proves per al COVID-19 a l'Institut de Biologia Molecular.

## Dades estadístiques
Evolució del nombre de persones infectades amb COVID-19 a Armènia
Evolució del nombre de nous casos confirmats per dia a Armènia
Evolució del nombre de persones guarides del COVID-19 a Armènia
Evolució del nombre de morts del COVID-19 a Armènia